# Pine Top Smith
Pour les articles homonymes, voir Smith.
Clarence Smith, mieux connu sous le nom de Pine Top Smith (parfois écrit Pinetop Smith), est un pianiste américain de boogie-woogie et de blues, né le 11 juin 1904 à Troy dans l'Alabama et mort le 15 mars 1929 à Chicago dans l'Illinois, abattu d'une balle à 24 ans seulement.
Clarence Smith passe pour être l'inventeur du boogie-woogie, : sa chanson à succès de 1928 Pine Top's Boogie Woogie est considérée comme la première chanson enregistrée qui utilise le terme « boogie-woogie » dans son titre,,,,.

## Biographie

### Enfance et adolescence en Alabama
Clarence Smith naît le 11 juin 1904 à Troy, en Alabama,,,,,. Quelques rares sources indiquent cependant le 11 janvier comme date de naissance,.
Fils de Sam Smith, un mulâtre né en Caroline du Nord, et de Molly Smith, une jeune femme noire originaire de l'Alabama,, Clarence a quatre sœurs et quatre frères, et est le dernier de neuf enfants.
Très tôt, il est surnommé « Pine Top » à cause de sa propension à grimper dans les arbres,,,.
Au début de son adolescence, il déménage à Birmingham,, la plus grande ville de l'état d'Alabama.
Cette ville possède à l'époque une forte tradition de piano et Clarence y apprend le piano par lui-même,.
Après avoir joué du piano pendant quelques années et développé son propre style dérivé du blues, il se produit pour la première fois en public à Birmingham vers l'âge de quinze ans.

### Carrière à Pittsburgh et à Chicago
En 1920, il s'installe à Pittsburgh, en Pennsylvanie,, où il lance sa carrière de musicien,.
Il y joue dans plusieurs clubs de Wylie Avenue avant de rejoindre le circuit de Vaudeville de la Theatre Owners Booking Association (TOBA) en tant que pianiste, chanteur et comédien,,,,. Il accompagne à cette occasion Ma Rainey,,,,, une des premières chanteuses de blues connues, surnommée « la Mère du Blues ».
Au milieu des années 1920, Smith épouse Sarah Horton dont il aura bientôt un fils.
À la fin de l'année 1927 ou au début de l'année 1928, le pianiste Cow Cow Davenport, également découvreur de talent (talent scout) pour Vocalion Records, découvre Pine Top Smith à Pittsburgh et l'incite à déménager avec sa famille à Chicago dans l'espoir d'enregistrer chez Vocalion,.
À Chicago, Pinetop habite à South Parkway, dans le même immeuble que les pianistes Albert Ammons et Meade "Lux" Lewis, qui jouent le même style de musique et qui l'ont cité comme influence,,. Il se fait rapidement un nom en jouant dans les soirées et les clubs de la ville,,.
Fidèle à sa parole, Cow Cow Davenport présente Pinetop à Mayo Williams, producteur chez Vocalion, une filiale du label Brunswick. Les trois premières sessions d'enregistrement n'aboutissent pas mais, le 29 décembre 1928, Pine Top retourne en studio et enregistre Pine Top's Boogie Woogie, qui devient un succès en 1929,. Il enregistre six autres morceaux pour Vocalion les 14 et 15 janvier 1929. Son dernier enregistrement, effectué le 13 mars 1929, n'est jamais sorti.

### Décès à Chicago
Dans la nuit du 14 au 15 mars 1929, la carrière de Smith s'arrête brusquement lorsqu'il est abattu par une balle perdue lors d'une soirée, : alors qu'il joue du piano, il est touché par une balle tirée par David Bell, un homme qui tente de mettre fin à une bagarre au Prince Hall Masonic Temple à Chicago,. Le magazine Down Beat titre à l'époque « I Saw Pinetop Spit Blood and Fall », (J'ai vu Pinetop cracher du sang et tomber).
Les sources diffèrent quant à savoir s'il était visé par la balle ou non,.
Il meurt le lendemain 15 mars 1929.
Pinetop disparaît ainsi à 24 ans seulement, laissant derrière lui une jeune veuve et deux enfants,.
Avec cette mort prématurée, « le monde a été privé d'une série prometteuse d'interprétations et de compositions originales par ce musicien exceptionnel ».
Dans les années qui suivent sa mort, certains de ses enregistrements sont publiés à nouveau sur le label principal Brunswick, augmentant encore sa réputation.

## Œuvre

### À l'origine du boogie-woogie
Pine Top Smith n'est probablement à l'origine ni du style ni du terme boogie-woogie, mais on peut certainement lui en attribuer la diffusion.
En effet, d'autres pianistes avant lui ont joué des morceaux similaires, comme Wesley Wallace, Charles Avery et Hersel Thomas ou encore Meade "Lux" Lewis et Albert Ammons qui appelaient leur style de musique « playing the fives » avant que Pinetop n'utilise le terme "Boogie Woogie".
Mais le morceau Pine Top's Boogie Woogie, que Pine Top Smith enregistre le 29 décembre 1928, est considéré comme la première chanson enregistrée qui utilise le terme « boogie-woogie » dans son titre,,,,.
Pine Top Smith aurait développé ce style au milieu des années 1920, lors de ses tournées avec le circuit TOBA qui faisait souvent arrêt à Dallas, au Texas, où de nombreux motifs issus des rythmes des locomotives à vapeur ont trouvé leur place dans le style des pianistes texans.

### Discographie
Pine Top Smith a réalisé huit enregistrements seulement, réalisés en 18 jours et parus en disques shellac chez l'éditeur Vocalion :
- 29 décembre 1928 : Pine Top's Boogie Woogie (avec ses instructions dictées aux danseurs) (disque Vocalion 1245)[3]
- 29 décembre 1928 :  Pine Top Blues (Vocalion 1245)[3]
- 14 janvier 1929 : I Got More Sense Than That (Vocalion 1266)
- 14 janvier 1929 : I'm Sober Now (Vocalion 1266)
- 15 janvier 1929 : Big Boy They Can't Do That (Vocalion 1256)
- 15 janvier 1929 : Nobody Knows When Your Down And Out (Vocalion 1256)
- 15 janvier 1929 : Jump Steady Blues (Vocalion 1298)
- 15 janvier 1929 : Now I Ain't Got Nothin' At All (Vocalion 1298)

### Postérité
Le titre Pine Top's Boogie Woogie a été repris par de nombreux artistes, parmi lesquels la chanteuse de blues et de jazz Cleo Brown en 1935.
La notoriété posthume de Smith ne cesse de croître et, en 1938, le chef d'orchestre Tommy Dorsey connaît un grand succès avec sa version big band du morceau de Pine Top,, déclenchant l'engouement pour le boogie-woogie aux États-Unis au début des années 1940 et consacrant définitivement le terme dans le vocabulaire américain. Le titre de Pine Top Smith fait depuis lors partie du répertoire de pianistes allant de Liberace à Neville Dickie, Bob Milne et Butch Thompson.
En 1942, le titre est repris par le chanteur Bing Crosby et le pianiste de jazz Lionel Hampton puis Joe Willie Perkins en fait un tube en 1950, ce qui lui vaut d'être surnommé Pinetop Perkins.

## Hommages et distinctions
À la fin des années 1960, l'artiste pop Claes Oldenburg propose d'ériger un monument à Pine Top Smith à Chicago mais le monument n'est pas réalisé.
L'enregistrement du boogie-woogie de Pine Top Smith est nommé au Grammy Hall of Fame en 1983 et Pine Top Smith lui-même est admis à l'Alabama Jazz Hall of Fame en 1991,.